# Endonepenthia campylonympha
Endonepenthia campylonympha är en tvåvingeart som beskrevs av Schmitz 1931. Endonepenthia campylonympha ingår i släktet Endonepenthia och familjen puckelflugor. Inga underarter finns listade i Catalogue of Life.